# Casa Balcells
La Casa Balcells o Cal Gallinaire és un edifici modernista del municipi d'Igualada (Anoia) protegit com a bé cultural d'interès local.

## Descripció
La composició ve limitada pels eixos paral·lels d'obertures. El sistema decoratiu es basa en els formes emprades en les obertures i en els materials utilitzats en elles. Així veiem com l'arquitecte emprat l'arc agut i el carreu en la planta baixa, mentre que en el primer pis i en els restants, el totxo vist i la ceràmica verda. L'element més important d'aquest edifici és la barbacana elaborada també amb totxo que remata l'edifici. El promotor de l'obra fou Joan Balcells i Gubern, adober